# Kleines theater (Ландсхут)
kleines theater Landshut (нем. Kammerspiele Landshut) — театр, открытый в октябре 1992 года и расположенный рядом с районом Альтштадт нижнебаварского города Ландсхут. Небольшой зал, рассчитанный на 125 зрителей, имеет сцену шириной в 11 и глубиной в 6,2 метра. Большое театральное фойе «малого театра» можно использовать как вторую сцену на 50 мест. Владельцем здания является администрация города; с января 2013 года театр является некоммерческой организацией и финансируется спонсорским объединением «Кляйнес театр Ландсхут».